# Tramweg-Maatschappij Veendam - Pekela
De N.V. Tramweg-Maatschappij Veendam - Pekela (VP), gevestigd te Zuidwending (Veendam), is een voormalige tramwegonderneming in de provincie Groningen. Zij onderhield van 1921 tot 1923 een normaalsporige paardentramverbinding tussen Veendam en Nieuwe Pekela.
Van 1923 tot 1937 werd tussen dezelfde plaatsen een autobusdienst onderhouden waarbij de maatschappijnaam werd gewijzigd in N.V. Autobus-Maatschappij Veendam - Pekela.
De tramlijn Veendam - Pekela was van 1894 tot 1912 geëxploiteerd door de Eerste Groninger Tramway-Maatschappij en daarna twee jaar door een daartoe speciaal opgericht syndicaat. In 1914 nam de Stoomtramweg-Maatschappij Oostelijk Groningen (O.G.) de lijn over. Toen deze per 1 oktober 1920 de exploitatie staakte, werd een Comité voor de tram Veendam - Pekela opgericht om de exploitatie te hervatten. Hoewel de N.V. Tramweg-Maatschappij Veendam - Pekela op 3 juni 1921 werd opgericht, was de tramdienst al eerder, op 15 februari 1921, hervat. Omdat de exploitatiekosten hoger lagen dan de inkomsten, werd aan de gemeenteraad van Veendam verzocht een subsidie te verstrekken. Echter, hoewel de gemeenteraad van Veendam besloten had voor tien jaar een jaarlijkse subsidie toe te kennen, werd de tramdienst op 15 maart 1923 toch door een autobusdienst vervangen. Daarbij wijzigde de maatschappij haar naam in N.V. Autobus-Maatschappij Veendam - Pekela. Er kwamen enkele routes bij van Veendam naar Winschoten via Meeden resp. Oude Pekela. Per 13 januari 1937 werd de onderneming door de Groninger Autobusdienst Onderneming (GADO) overgenomen.